# Настільний теніс на літніх Олімпійських іграх 2012

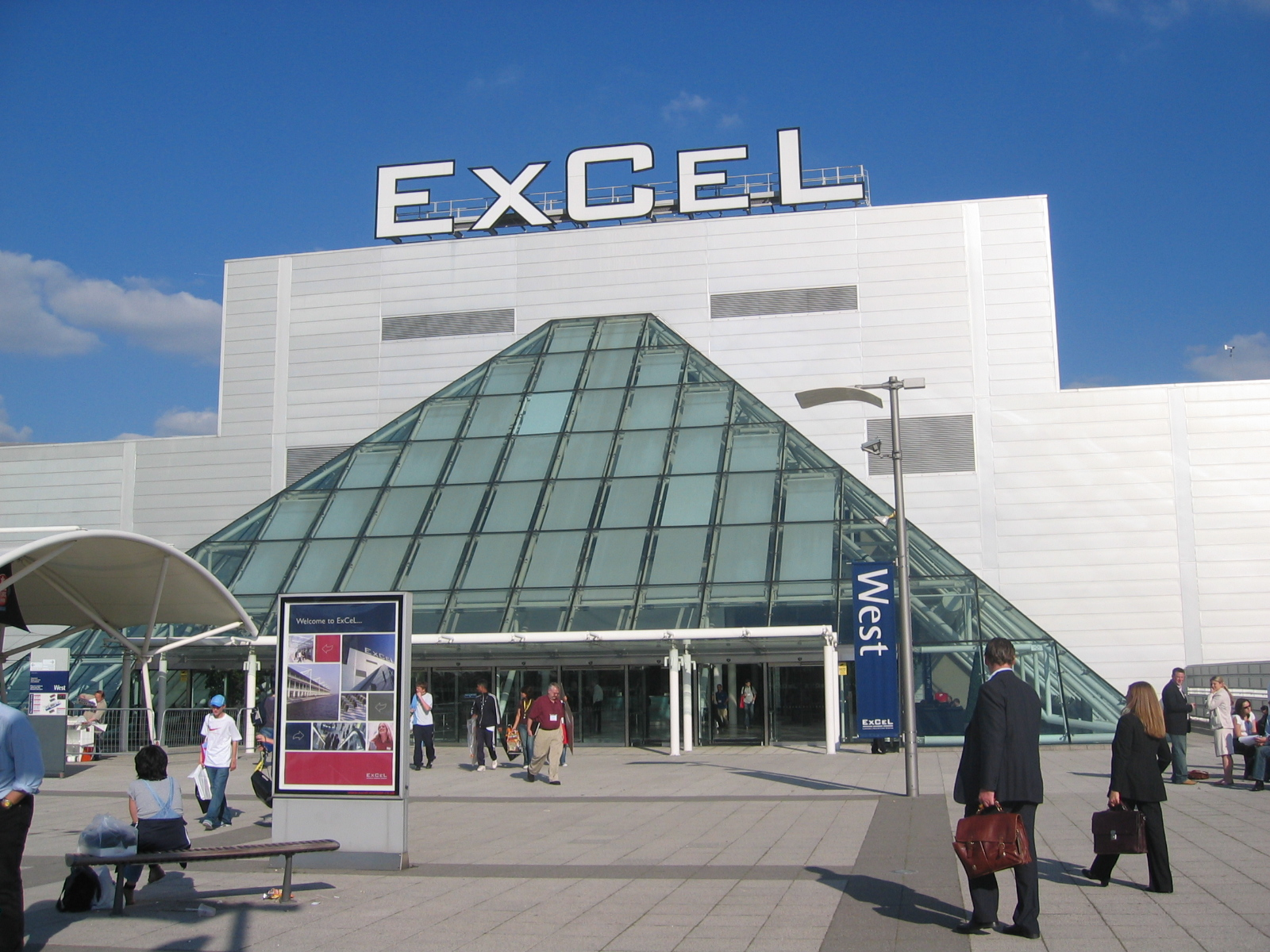
Виставковий центр ExCel

Змагання з настільного тенісу на літніх Олімпійських іграх 2012 відбулися з 28 липня по 8 серпня 2012 року в Лондонському виставковому центрі. 174 теністистів, 86 чоловіків та 88 жінок розіграли 4 комплекти нагород.

## Календар
| П | Попередні раунди | ¼ | 1/4 фіналу | ½ | 1/2 фіналу | Ф | Фінал |

| Змагання↓/Дата →     | Суб 28 | Нед 29 | Пон 30 | Вів 31 | Вів 31 | Сер 1 | Чет 2 | Чет 2 | П'ят 3 | Суб 4 | Нед 5 | Пон 6 | Вів 7 | Сер 8 |
| -------------------- | ------ | ------ | ------ | ------ | ------ | ----- | ----- | ----- | ------ | ----- | ----- | ----- | ----- | ----- |
| чоловіки (одиночний) | П      | П      | П      | ¼      | ¼      | ¼     | ½     | Ф     |        |       |       |       |       |       |
| чоловіки (командний) |        |        |        |        |        |       |       |       | П      | П     | ¼     | ½     |       | Ф     |
| жінки (одиночний)    | П      | П      | П      | ¼      | ½      | Ф     |       |       |        |       |       |       |       |       |
| жінки (командний)    |        |        |        |        |        |       |       |       | П      | ¼     | ½     | ½     | Ф     |       |

## Медалі

### Медальний залік
| Місце  | Країна         | Золото | Срібло | Бронза | Загалом |
| ------ | -------------- | ------ | ------ | ------ | ------- |
| 1      | КНР            | 4      | 2      | 0      | 6       |
| 2      | Японія         | 0      | 1      | 0      | 1       |
| 2      | Південна Корея | 0      | 1      | 0      | 1       |
| 4      | Німеччина      | 0      | 0      | 2      | 2       |
| 4      | Сінгапур       | 0      | 0      | 2      | 2       |
| Усього | Усього         | 4      | 4      | 4      | 12      |

### Медалісти
Чоловіки
| Подія            | Золото                                | Срібло                                            | Бронза                                                  |
| ---------------- | ------------------------------------- | ------------------------------------------------- | ------------------------------------------------------- |
| Одиночний розряд | Чжан Цзіке · Китай (CHN)              | Ван Хао · Китай (CHN)                             | Дмитро Овчаров · Німеччина (GER)                        |
| Командний розряд | Китай (CHN) Ван Хао Чжан Цзіке Ма Лун | Південна Корея (KOR) О Сан Ин Чу Се Хьок Ю Синмін | Німеччина (GER) Тімо Болл Дмитро Овчаров Баштіан Штегер |

Жінки
| Подія            | Золото                              | Срібло                                               | Бронза                                           |
| ---------------- | ----------------------------------- | ---------------------------------------------------- | ------------------------------------------------ |
| Одиночний розряд | Лі Сяося · Китай (CHN)              | Дін Нін · Китай (CHN)                                | Фен Тянь Вей · Сінгапур (SIN)                    |
| Командний розряд | Китай (CHN) Дін Нін Лі Сяося Гуо Юе | Японія (JPN) Фукухара Ай Хірано Саяка Ісікава Касумі | Сінгапур (SIN) Лі Цзя Вей Фен Тянь Вей Ван Юе Гу |